# 拓跋辰
拓跋辰（？—444年3月10日），北魏宗室、官员。

## 生平
太平真君三年（442年）五月，刘宋龙骧将军裴方明讨伐仇池，仇池国主杨难当战败，放弃仇池与一千多名骑兵逃到上邽，魏太武帝拓跋焘祖遣中山王拓跋辰迎接杨难当前往平城的行宫。
太平真君四年九月辛丑（443年10月12日），魏太武帝亲帅大军到达大漠以南，准备进攻柔然，九月甲辰（443年10月15日），北魏军队舍弃军事物资，以轻骑兵袭击柔然，将军队分为四路，乐安王拓跋范和建宁王拓跋崇各统帅十五名将领出东道，乐平王拓跋丕统帅十五名将领出西道，魏太武帝出中道，中山王拓跋辰统帅十五名将领作为中军后续部队。
中山王拓跋辰、内都坐大官薛谨、尚书奚眷等八名将军因为延误预定的日期被定罪。太平真君五年二月辛未（444年3月10日），拓跋辰等人在都城南边被斩首。

## 参看
- 拓跋纂